# La Fàbrega (Aiguamúrcia)
La Fàbrega és una obra d'Aiguamúrcia (Alt Camp) inclosa a l'Inventari del Patrimoni Arquitectònic de Catalunya.

## Descripció
Masia fortificada amb profusió d'espitlleres. Emplaçada a la riba esquerra de la riera de Marmellar, al costat de la carretera de Bonany al Pla de Manlleu. En l'actualitat l'edifici té una planta quadrada, d'11,5 m de costat. La porta principal era a la façana sud. L'interior és dividit per tres pisos o trespols. Les parets són fetes amb carreus de mida mitjana als caires, amb pedres molt ben treballades. Segurament per les seves característiques degué ésser feta en un moment força tardà de l'època medieval, després del 1300.

## Història
Els orígens d'aquesta casa forta són desconeguts, bé que segurament sorgí en el moment de la repoblació de l'indret. Fins al 1225 no se'n té notícia.